# Ã
La a con virgulilla o tilde (Ã / ã) es una letra descendiente de la letra latina A con una virgulilla o tilde utilizada en varios idiomas, generalmente considerada como variante de A.

## Uso
En portugués, Ã representa una vocal central nasal casi abierta, /ɐ̃/. Su altura exacta varía de casi abierto a media según el dialecto. Aparece sola y como parte de los diptongos ãe /ɐ̃j̃/ y ão /ɐ̃w̃/.
La letra se usa para la vocal nasal /ã/ en guaraní, casubio y taa.
En arrumano se usa para la vocal central media /ə/.
En vietnamita representa [a:] en un tono alto ascente. Este sonido también se usa en !Xóõ.
En el Alfabeto Fonético Internacional, /ã/ representa una vocal frontal abierta nasal no redondeada, como en el francés de Quebec maman y Jean.
La letra también se usó en el alfabeto del  groenlandés para representar una vocal larga ([a:]) junto a una consonante geminada, pero en la actualidad se reemplaza con Aa (ejemplo: Ãpilátoq → Aappilattoq).

## Unicode
En Unicode ocupa las posiciones U+00C3 y U+00E3.
| Carácter                | Ã                                 | Ã                                 | ã                               | ã                               |
| ----------------------- | --------------------------------- | --------------------------------- | ------------------------------- | ------------------------------- |
| Unicode                 | LATIN CAPITAL LETTER A WITH TILDE | LATIN CAPITAL LETTER A WITH TILDE | LATIN SMALL LETTER A WITH TILDE | LATIN SMALL LETTER A WITH TILDE |
| Codificación            | decimal                           | hex                               | decimal                         | hex                             |
| Unicode                 | 195                               | U+00C3                            | 227                             | U+00E3                          |
| UTF-8                   | 195 131                           | C3 83                             | 195 163                         | C3 A3                           |
| Ref. numérica           | &#195;                            | &#xC3;                            | &#227;                          | &#xE3;                          |
| Ref. entidad            | &Atilde;                          | &Atilde;                          | &atilde;                        | &atilde;                        |
| EBCDIC family           | 102                               | 66                                | 70                              | 46                              |
| ISO 8859-1/4/9/10/14/15 | 195                               | C3                                | 227                             | E3                              |